# Immakulataschwestern vom Seraphischen Apostolat
Die Immakulataschwestern vom Seraphischen Apostolat (ISA) sind eine römisch-katholische Ordensgemeinschaft. Sie wurden 1933 durch Maria Theresia Hecht gegründet.  Ihr Mutterkloster, das Kloster Brandenburg, befindet sich in Regglisweiler in der Nähe von Ulm im Alb-Donau-Kreis. Die Gemeinschaft ist bischöflichen Rechts und hauptsächlich in der Diözese Rottenburg-Stuttgart verbreitet.

## Gründung
Die Gründung der Ordensgemeinschaft geht auf den Franziskanerpater Rochus Schamoni zurück, der ein Gelübde ablegte, zu Ehren der Unbefleckten Empfängnis ein Frauenkloster zu gründen. Um diesem Gelübde gerecht zu werden, kaufte er 1927 das Schloss Brandenburg in Dietenheim-Regglisweiler. 1929 legte Schamoni durch die Oberinnenwahl, bei der Maria Theresia Hecht gewählt wurde, den Grundstein für die künftige Ordensgemeinschaft.
Eine der drei Mitgründerinnen war Schwester Klara (Rosa) Bub, eine Bürgermeisterstochter aus Poppenhausen (Wasserkuppe).
Die Gemeinschaft ist mit dem Forum Deutscher Katholiken freundschaftlich verbunden.

## Tätigkeiten der Ordensgemeinschaft
Die Gemeinschaft der zurzeit knapp 50 Ordensschwestern unterhält verschiedene Einrichtungen zur Umsetzung der Ordensziele, die unter anderem in der Präambel der Ordensinstitute festgelegt sind:
„Dem Geist der Gründung verpflichtet, halten wir Immakulataschwestern vom Seraphischen Apostolat uns offen für den Willen Gottes in Gegenwart und Zukunft. Wie Maria wollen wir dem Werk des Erlösers Jesus Christus dienen und seinem Reich die Wege bereiten besonders in den Armen und Schwachen.“

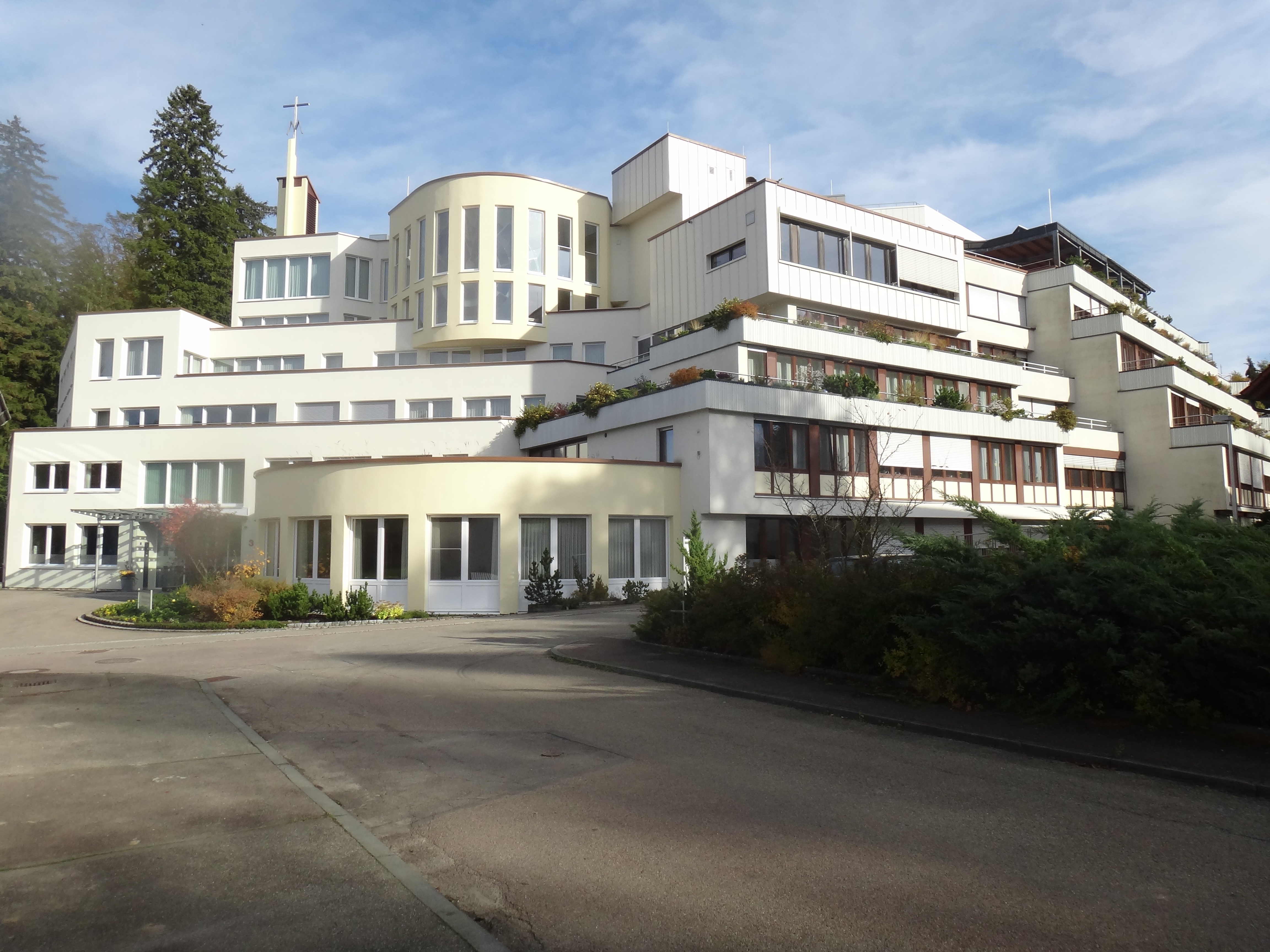
Kloster Brandenburg

Alle Einrichtungen sind Gesellschaften mit beschränkter Haftung deren Gesellschafter die Theresia-Hecht-Stiftung ist. Diese Stiftung wurde vom Kloster zur „Verwirklichung der Aufgaben der Caritas als Lebens- und Wesensäußerung der katholischen Kirche durch den Dienst für die Ärmsten der Armen“, mit dem die Gründerin Mutter Theresia Hecht auf die Nöte der Zeit reagierte, gegründet.
Am Kloster selbst unterhält die Gemeinschaft ein Exerzitien- und Tagungshaus. 1935 gründeten die Schwestern das Kinderheim St. Johann und die Sonderschule St. Christoph für geistig- und körperbehinderte Kinder in Zußdorf. 
In Haslach unterhalten sie das Heim für geistig behinderte Erwachsene mit den Werkstätten St. Konrad, in Heudorf am Bussen die gemeinnützige St. Fidelis Jugendhilfe GmbH mit einem Kinder- und Jugendhilfeheim, einer Schule und einem Regionalen Ausbildungszentrum. 1994 wurde in Regglisweiler noch zusätzlich das Seniorenpflegeheim St. Maria eröffnet.

## Quelle und Weblinks
- Homepage des Klosters
- Theresia-Hecht-Stiftung